# اتساع الأمم المتحدة

خريطة للدول الأعضاء الحالية في الأمم المتحدة حسب سنوات قبولهم.
1945 (الأعضاء الأصليين)
1946 - 1959
1960 - 1989
1990 - حتى الأن
الدول المراقبة غير الأعضاء

مصطلح اتساع منظمة الأمم المتحدة معني بعدد أعضاء الأمم المتحدة منذ نشأتها وحتى يوم 20 مارس 2025، والتي تضم 193 دولة عضو في الأمم المتحدة (UN) ، كل منها عضو في الجمعية العامة للأمم المتحدة.
فيما يلي قائمة الدول الأعضاء في الأمم المتحدة مرتبة ترتيبًا زمنيًا وفقًا لتواريخ قبولها (مع قرارات مجلس الأمن التابع للأمم المتحدة التي أوصت بقبولها والمشار إليها بـ (SCR) وقرارات الجمعية العامة للأمم المتحدة التي قبلتها، ووالمشار إليها بـ (GAR) بما في ذلك أعضاء سابقين. وأعضاء "←" تغيير أسمائهم أو أعلامهم، استمرت عضويتهم في الأمم المتحدة من قبل الدول الخلف ، أو اندمجت مع أعضاء آخرين، أو تم حلها.
تعتبر دولة جنوب السودان آخر دولة عضو في الأمم المتحدة بعد توصية مجلس الأمن الدولي الجمعية العامة للأمم المتحدة بقبول جنوب السودان كعضو جديد، واعقب تصويت الجمعية العامة في يوم 14 يوليو 2011 ، قبول الجمعية العامة للامم المتحدة جنوب السودان لتصبح العضو 193 في المنظمة الدولية في تتويج لاستقلال الدولة الأفريقية الجديدة بعد عقود من الصراع، وتأتي هذه الخطوة بعدما أعلن جنوب السودان رسميا عن استقلاله في 9 يوليو 2011 عن السودان.

## الجدول الزمني لتوسيع الأمم المتحدة

### عقد 1940

#### أعضاء عام 1945 (الأعضاء الأصليين)
نشأت الأمم المتحدة رسمياً في 24 أكتوبر 1945 ، بعد التصديق على ميثاق الأمم المتحدة من قبل الأعضاء الخمسة الدائمين في مجلس الأمن التابع للأمم المتحدة (الصين وفرنسا والاتحاد السوفياتي والمملكة المتحدة والولايات المتحدة) والأغلبية من الموقعين الآخرين. انضم ما مجموعه 51 من الأعضاء الأصليين (أو الأعضاء المؤسسين) إلى تلك السنة ؛ وقع 50 منهم على الميثاق في مؤتمر الأمم المتحدة المعني بالمنظمة الدولية في سان فرانسيسكو في 26 يونيو 1945 ، بينما وقعت بولندا، التي لم تكن ممثلة في المؤتمر، في 15 أكتوبر 1945.
- 24 أكتوبر 1945
  -  الأرجنتين
  -  بيلاروسيا (مقعد شغلته  /  جمهورية بيلاروس الاشتراكية السوفيتية ← أعيدت تسميتها  /  /  بيلاروسيا في عام 1991.
  -  البرازيل ←  /  / .
  -  تشيلي
  -  الصين (مقعد شغلته  جمهورية الصين حتى  عام 1949 وانفصال كيان  جمهورية الصين في تايوان)  ←    نقل مقعد الصين إلى  جمهورية الصين الشعبية) بموجب (القرار الأممي رقم 2758)[H]
  -  جمهورية كوبا ←  كوبا الشيوعية
  -  تشيكوسلوفاكيا (مقعد شغلته  الجمهورية التشيكوسلوفاكية الثالثة ←  جمهورية تشيكوسلوفاكيا الاشتراكية ←  جمهورية التشيك وسلوفاكيا الاتحادية) ←  انحلت (أعضاء الأمم المتحدة الحاليون الذين كانوا يشكلون تشيكوسلوفاكيا سابقًا:  جمهورية التشيك  و  سلوفاكيا)[F] 
  -  الدنمارك
  -  جمهورية الدومينيكان
  -  مصر (مقعد شغلته  المملكة المصرية ←  الجمهورية العربية المتحدة  (فترة عندما اندمجت مع  سوريا) [A] ←  جمهورية مصر العربية 
  -  السلفادور
  -  فرنسا (مقعد شغلته  الحكومة المؤقتة للجمهورية الفرنسية ← أصبحت  الجمهورية الفرنسية الرابعة ← أعيد تسميتها عام 1958  الجمهورية الفرنسية الخامسة )
  -  هايتي //
  -  إيران (مقعد شغلته / الدولة الامبراطورية الايرانية ←  الجمهورية الإسلامية الإيرانية )
  -  لبنان
  -  لوكسمبورغ ←  / .
  -  نيوزيلندا (مقعد شغلته  سيادة نيوزيلندا ←  نيوزيلندا
  -  نيكاراغوا
  -  باراغواي ////
  -  الفلبين (مقعد شغلته  كومنولث الفلبين ←  جمهورية الفلبين الثالثة  ←  الفلبين تحت الأحكام العرفية  ←  جمهورية الفلبين الرابعة  ←  جمهورية الفلبين الخامسة 
  -  بولندا  (حكومة الوحدة الوطنية المؤقتة) ←  جمهورية بولندا ←  جمهورية بولندا الشعبية ←  الجمهورية البولندية الثالثة
  -  المملكة العربية السعودية /
  -  الاتحاد السوفيتي (مقعد شغلته // الاتحاد السوفيتي (اتحاد الجمهوريات الاشتراكية السوفيتية) ← / الاتحاد الروسي (الدولة الخلف)
  -  سوريا ←  الجمهورية العربية المتحدة  (فترة عندما اندمجت مع  مصر) [A] ←  الجمهورية العربية السورية
  -  تركيا
  -  أوكرانيا (مقعد شغلته / جمهورية أوكرانيا الاشتراكية السوفيتية ← تم إعادة تسمية / أوكرانيا في 1991)
  -  المملكة المتحدة لبريطانيا العظمى وأيرلندا
  -  الولايات المتحدة الأمريكية //
  -  يوغوسلافيا (مقعد شغلته بمسمى  يوغوسلافيا الاتحادية الديمقراطية ←  جمهورية يوغوسلافيا الاتحادية الشعبية ←  جمهورية يوغوسلافيا الاتحادية الاشتراكية ← انحلت (طلبت بخليفتها  جمهورية يوغوسلافيا الاتحادية ، لكن تم تعليق عضويتها بحكم الواقع من قبل الأمم المتحدة بموجب (قرار مجلس الأمن 777) و (القرار الأممي رقم 47/1)؛ لاحقا وفي فترات مختلفة انضم لعضوية أعضاء الأمم المتحدة دول كانت في السابق تشكل جمهورية يوغوسلافيا هم :  البوسنة والهرسك,  كرواتيا,  الجبل الأسود,  مقدونيا الشمالية,  صربيا, و  سلوفينيا[G])

- 25 أكتوبر 1945
  -  مملكة اليونان ← / جمهورية الهيلينية

- 30 أكتوبر 1945
  -  الامبراطورية الهندية ←  سيادة الهند ←  جمهورية الهند

- 31 أكتوبر 1945
  -  بيرو

- 1 نوفمبر 1945
  -  أستراليا

- 2 نوفمبر 1945
  -  كوستاريكا
  -  ليبيريا

- 5 نوفمبر 1945
  -  كولومبيا

- 7 نوفمبر 1945
  -  المكسيك /
  -  اتحاد جنوب أفريقيا (مقعد شغلته  اتحاد جنوب أفريقيا ← أعيد تسميتها وتغير علم عام 1994  جنوب إفريقيا )

- 9 نوفمبر 1945
  -  سيادة كندا ← / كندا

- 13 نوفمبر 1945
  -  بنما
  -  إثيوبيا (مقعد شغلته  الإمبراطورية الإثيوبية ←  ديرغ ←  جمهورية إثيوبيا الشعبية الديمقراطية ←  حكومة إثيوبيا الانتقالية ← / جمهورية إثيوبيا الفيدرالية الديمقراطية

- 14 نوفمبر 1945
  -  بوليفيا ←  دولة بوليفيا متعددة القوميات)

- 15 نوفمبر 1945
  -  فنزويلا ← / جمهورية فنزويلا البوليفارية)

- 21 نوفمبر 1945
  -  غواتيمالا

- 27 نوفمبر 1945
  -  النرويج

- 10 ديسمبر 1945
  -  هولندا

- 17 ديسمبر 1945
  -  هندوراس

- 18 ديسمبر 1945
  -  الأورغواي

- 21 ديسمبر 1945
  - / الإكوادور
  -  المملكة العراقية ←  الجمهورية العراقية ←  الجمهورية العراقية البعثية ←  العراق

- 27 ديسمبر 1945
  -  بلجيكا

##### عضوية عام 1946 (انضمام 4 دول)
- 19 نوفمبر 1946 (انضمت بموجب قرار مجلس الأمن التابع للأمم المتحدة رقم 8) و (القرار الأممي رقم 34)
  -  - مملكة أفغانستان ←  جمهورية أفغانستان ← // جمهورية أفغانستان الديمقراطية ←  دولة أفغانستان الإسلامية ←  جمهورية أفغانستان الإسلامية
  -  آيسلندا
  -  السويد

- 16 ديسمبر 1946
  -  سيام ←  تايلاند (انضمت بموجب قرار مجلس الأمن التابع للأمم المتحدة رقم 13) و (القرار الأممي رقم 101)

##### عضوية عام 1947 (انضمام دولتين)
- 30 سبتمبر 1947 (انضمت بموجب قرار الجمعية العامة للأمم المتحدة 108 و قرار مجلس الأمن التابع للأمم المتحدة رقم 29)
  -  دومينيون باكستان ←  جمهورية باكستان الإسلامية
  -  المملكة المتوكلية اليمنية ←  اليمن الشمالي ←  الجمهورية العربية اليمنية (دولة موحدة بعد الاندماج مع  جمهورية اليمن الديمقراطية الشعبية)[D]

##### عضوية عام 1948 (انضمام دولة واحدة)
- 19 أبريل 1948
  -  اتحاد بورما (انضمت بموجب قرار الجمعية العامة للأمم المتحدة 188 ، قرار مجلس الأمن التابع للأمم المتحدة رقم 45 ) ←  جمهورية اتحاد بورما الاشتراكية ←  اتحاد ميانمار ←  ميانمار

##### عضوية عام 1949 (انضمام دولة واحدة)
- 11 مايو 1949
  -  إسرائيل (انضمت بموجب قرار الجمعية العامة للأمم المتحدة 273 ، قرار مجلس الأمن التابع للأمم المتحدة رقم 69)

### عقد 1950

#### عضوية عام 1950 (انضمام دولة واحدة)
- 28 سبتمبر 1950
  -  إندونيسيا (انضمت بموجب قرار الجمعية العامة للأمم المتحدة 491, قرار مجلس الأمن التابع للأمم المتحدة رقم 86)[C]

#### عضوية عام 1955 (انضمام 16 دولة)
- 14 ديسمبر 1955 (كل الدول انضمت بموجب قرار الجمعية العامة للأمم المتحدة 995 ، قرار مجلس الأمن التابع للأمم المتحدة رقم 109)
  -  جمهورية ألبانيا الشعبية الاشتراكية ←  ألبانيا
  -  النمسا
  - // جمهورية بلغاريا الشعبية ←  بلغاريا
  -  كمبوديا ←  جمهورية الخمير ←  كمبوتشيا الديمقراطية ←  جمهورية كمبوتشيا الشعبية ←  كمبوديا
  - / سيلان ←  سريلانكا
  -  فنلندا
  - / هنغاريا (معالجة الطلب في عام 1947 من قبل قرار مجلس الأمن التابع للأمم المتحدة رقم 24) ←  هنغاريا
  -  أيرلندا
  -  إيطاليا (معالجة الطلب في عام 1947 من قبل قرار مجلس الأمن التابع للأمم المتحدة رقم 25)
  -  الأردن
  -  مملكة لاوس ←  جمهورية لاوس الديمقراطية الشعبية
  -  المملكة الليبية ←  الجمهورية العربية الليبية ←  الجماهيرية العربية الليبية ←  ليبيا
  -  مملكة نيبال ←  جمهورية نيبال الديمقراطية الاتحادية
  -  البرتغال (الجمهورية الثانية) ←  البرتغال (الجمهورية الثالثة)
  -  إسبانيا ← / مملكة اسبانيا

#### عضوية عام 1956 (انضمام 4 دول)
- 12 نوفمبر 1956
  -  السودان (قرار مجلس الأمن التابع للأمم المتحدة رقم 112, قرار الجمعية العامة للأمم المتحدة 1110) ←  جمهورية السودان
  -  المغرب (قرار مجلس الأمن التابع للأمم المتحدة رقم 115, قرار الجمعية العامة للأمم المتحدة 1111)
  -  تونس (قرار مجلس الأمن التابع للأمم المتحدة رقم 116, قرار الجمعية العامة للأمم المتحدة 1112)

- 18 ديسمبر 1956
  - / اليابان (قرار مجلس الأمن التابع للأمم المتحدة رقم 121, قرار الجمعية العامة للأمم المتحدة 1113)

#### عضوية عام 1957 (انضمام دولتين)
- 8 مارس 1957
  -  دومينيون غانا ← // غانا (قرار مجلس الأمن الدولي رقم 124, قرار الجمعية العامة للأمم المتحدة 1118)

- 17 سبتمبر 1957
  -  اتحاد مالايا (قرار مجلس الأمن رقم 125, قرار الجمعية العامة للأمم المتحدة 1134) ←  ماليزيا

#### عضوية عام 1958 (انضمام دولتين)
- 22 فبراير 1958
  -  مصر و  سوريا دمجت لتصبح  الجمهورية العربية المتحدة[A]

- 12 ديسمبر 1958
  -  غينيا (قرار مجلس الأمن التابع للأمم المتحدة رقم 131, قرار الجمعية العامة للأمم المتحدة 1325)

### عقد 1960

#### عضوية عام 1960 (انضمام 17 دولة)
- 20 سبتمبر 1960
  -  كاميرون (قرار مجلس الأمن التابع للأمم المتحدة رقم 133، قرار الجمعية العامة للأمم المتحدة 1476) ←  الكاميرون ← جمهورية الكاميرون المتحدة ←  الكاميرون
  -  توغو (قرار مجلس الأمن التابع للأمم المتحدة رقم 136 ، قرار الجمعية العامة للأمم المتحدة 1477)
  -  جمهورية مدغشقر (قرار مجلس الأمن التابع للأمم المتحدة رقم 140، قرار الجمعية العامة للأمم المتحدة 1478) ←  مدغشقر
  -  الصومال (قرار مجلس الأمن التابع للأمم المتحدة رقم 141، قرار الجمعية العامة للأمم المتحدة 1479)
  -  جمهورية الكونغو الديمقراطية /  /  جمهورية الكونغو الديمقراطية (قرار مجلس الأمن التابع للأمم المتحدة رقم 142، قرار الجمعية العامة للأمم المتحدة 1480) ←  زائير ←  /  /  جمهورية الكونغو الديمقراطية
  -  داهومي (قرار مجلس الأمن التابع للأمم المتحدة رقم 147، قرار الجمعية العامة للأمم المتحدة 1481) ←  جمهورية بنين الشعبية ←  بنين
  -  النيجر (قرار مجلس الأمن التابع للأمم المتحدة رقم 148 ، قرار الجمعية العامة للأمم المتحدة 1482)
  -  فولتا العليا (قرار مجلس الأمن التابع للأمم المتحدة رقم 149 ، قرار الجمعية العامة للأمم المتحدة 1483) ←  بوركينا فاسو
  -  ساحل العاج (قرار مجلس الأمن التابع للأمم المتحدة رقم 150، قرار الجمعية العامة للأمم المتحدة 1484) ←  كوت ديفوار
  -  تشاد (قرار مجلس الأمن التابع للأمم المتحدة رقم 151، قرار الجمعية العامة للأمم المتحدة 1485)
  -  الكونغو (قرار مجلس الأمن التابع للأمم المتحدة رقم 152، قرار الجمعية العامة للأمم المتحدة 1486) ←  جمهورية الكونغو الشعبية ←  جمهورية الكونغو
  -  الغابون (قرار مجلس الأمن التابع للأمم المتحدة رقم 153 ، قرار الجمعية العامة للأمم المتحدة 1487)
  -  جمهورية أفريقيا الوسطى (قرار مجلس الأمن التابع للأمم المتحدة رقم 154 ، قرار الجمعية العامة للأمم المتحدة 1488) ←  إمبراطورية أفريقيا الوسطى ←  جمهورية أفريقيا الوسطى
  -  /  قبرص (قرار مجلس الأمن التابع للأمم المتحدة رقم 155، قرار الجمعية العامة للأمم المتحدة 1489)

- 28 سبتمبر 1960
  -  السنغال (قرار مجلس الأمن التابع للأمم المتحدة رقم 139 وقرار مجلس الأمن التابع للأمم المتحدة رقم 158 ، قرار الجمعية العامة للأمم المتحدة 1490)
  -  مالي (قرار مجلس الأمن التابع للأمم المتحدة رقم 139 وقرار مجلس الأمن التابع للأمم المتحدة رقم 158 ، قرار الجمعية العامة للأمم المتحدة 1491)

- 07 أكتوبر 1960
  -  نيجيريا (قرار مجلس الأمن التابع للأمم المتحدة رقم 160، قرار الجمعية العامة للأمم المتحدة 1492)

#### عضوية عام 1961 (انضمام 4 دولة)
- 27 سبتمبر 1961
  -  سيراليون (قرار مجلس الأمن التابع للأمم المتحدة رقم 165, قرار الجمعية العامة للأمم المتحدة 1623)

- 27 أكتوبر 1961
  -  جمهورية منغوليا الشعبية (قرار مجلس الأمن التابع للأمم المتحدة رقم 166, قرار الجمعية العامة للأمم المتحدة 1630) ← / منغوليا
  - / موريتانيا (قرار مجلس الأمن التابع للأمم المتحدة رقم 167, قرار الجمعية العامة للأمم المتحدة 1631)

- 14 ديسمبر 1961
  -  تنجانيقا (قرار مجلس الأمن التابع للأمم المتحدة رقم 170, قرار الجمعية العامة للأمم المتحدة 1667) ←  جمهورية تنزانيا الاتحادية (بعد الاندماج مع  زنجبار)[B]

#### عضوية عام 1962 (انضمام 4 دولة)
- 18 سبتمبر 1962 
  - / رواندا (قرار مجلس الأمن التابع للأمم المتحدة رقم 172, قرار الجمعية العامة للأمم المتحدة 1748)
  - // بوروندي (قرار مجلس الأمن التابع للأمم المتحدة رقم 173, قرار الجمعية العامة للأمم المتحدة 1749)
  -  جامايكا (قرار مجلس الأمن التابع للأمم المتحدة رقم 174, قرار الجمعية العامة للأمم المتحدة 1750)
  -  ترينيداد وتوباغو (قرار مجلس الأمن التابع للأمم المتحدة رقم 175, قرار الجمعية العامة للأمم المتحدة 1751)

- 08 أكتوبر 1962
  -  الجزائر (قرار مجلس الأمن التابع للأمم المتحدة رقم 176, قرار الجمعية العامة للأمم المتحدة 1754)

- 25 أكتوبر 1962
  - / أوغندا (قرار مجلس الأمن التابع للأمم المتحدة رقم 177, قرار الجمعية العامة للأمم المتحدة 1758)

#### عضوية عام 1963 (انضمام 3 دول)
- 14 مايو 1963
  -  الكويت (قرار الجمعية العامة للأمم المتحدة 1872)

- 16 ديسمبر 1963
  -  /  سلطنة زنجبار (قرار مجلس الأمن التابع للأمم المتحدة رقم 184 ، قرار الجمعية العامة للأمم المتحدة 1975) ←  جمهورية زنجبار الشعبية ←  اندمجت مع  تنجانيقا (الآن  جمهورية تنزانيا المتحدة) '[B]
  -  كينيا (قرار مجلس الأمن التابع للأمم المتحدة رقم 185، قرار الجمعية العامة للأمم المتحدة 1976)

#### عضوية عام 1964 (انضمام 3 دول)
- 01 ديسمبر 1964
  - // مالاوي (قرار مجلس الأمن التابع للأمم المتحدة رقم 195 ، قرار الجمعية العامة)
  -  ولاية مالطا ←  مالطا (قرار مجلس الأمن التابع للأمم المتحدة رقم 196,  قرار الجمعية العمومية )
  - / زامبيا (قرار مجلس الأمن التابع للأمم المتحدة رقم 197,  قرار الجمعية العمومية )

#### عضوية عام 1965 (انضمام 3 دول)
- 20 يناير 1965
  -  إندونيسيا ينسحب من الأمم المتحدة [ C ]

- 21 سبتمبر 1965
  -  غامبيا (قرار مجلس الأمن التابع للأمم المتحدة رقم 200، قرار الجمعية العامة للأمم المتحدة 2008)
  -  المالديف (قرار مجلس الأمن التابع للأمم المتحدة رقم 212، قرار الجمعية العامة للأمم المتحدة 2009)
  -  سنغافورة (قرار مجلس الأمن التابع للأمم المتحدة رقم 213، قرار الجمعية العامة للأمم المتحدة 2010)

#### عضوية عام 1966 (انضمام 5 دول)
- 20 سبتمبر 1966
  -  غيانا (قرار مجلس الأمن التابع للأمم المتحدة رقم 223، قرار الجمعية العامة للأمم المتحدة 2133)

- 28 سبتمبر 1966
  -  إندونيسيا عادت الأمم المتحدة [ C ]

- 17 أكتوبر 1966
  -  بوتسوانا (قرار مجلس الأمن التابع للأمم المتحدة رقم 224، قرار الجمعية العامة للأمم المتحدة 2136)
  -  ليسوتو /  /  ليسوتو (قرار مجلس الأمن التابع للأمم المتحدة رقم 225، قرار الجمعية العامة للأمم المتحدة 2137)

- 09 ديسمبر 1966
  -  باربادوس (قرار مجلس الأمن التابع للأمم المتحدة رقم 230، قرار الجمعية العامة للأمم المتحدة 2175)

#### عضوية عام 1967 (انضمام دولة واحدة)
- 14 ديسمبر 1967
  -  جمهورية اليمن الديمقراطية الشعبية (قرار مجلس الأمن التابع للأمم المتحدة رقم 243, قرار الجمعية العامة للأمم المتحدة 2310) → اندمجت مع  الجمهورية العربية اليمنية (دولة موحدة الآن  اليمن)[D]

#### عضوية عام 1968 (انضمام 3 دول)
- 24 أبريل 1968
  -  موريشيوس (قرار مجلس الأمن التابع للأمم المتحدة رقم 249 ، قرار الجمعية العامة للأمم المتحدة 2371)

- 24 سبتمبر 1968
  -  إسواتيني (قرار مجلس الأمن التابع للأمم المتحدة رقم 257، قرار الجمعية العامة للأمم المتحدة 2376) ←  إسواتيني

- 12 نوفمبر 1968
  -  غينيا (قرار مجلس الأمن التابع للأمم المتحدة رقم 260 ، قرار الجمعية العامة للأمم المتحدة 2384)

### عقد 1970

#### عضوية عام 1970 (انضمام دولة واحدة)
- 13 أكتوبر 1970
  -  دومينيون فيجي ←  فيجي (قرار مجلس الأمن التابع للأمم المتحدة رقم 287، قرار الجمعية العامة للأمم المتحدة 2622)

#### عضوية عام 1971 (انضمام 5 دول)
- 21 سبتمبر 1971
  -  بوتان (قرار مجلس الأمن التابع للأمم المتحدة رقم 292 ، قرار الجمعية العامة للأمم المتحدة 2751)
  -  /  /  البحرين (قرار مجلس الأمن التابع للأمم المتحدة رقم 296، قرار الجمعية العامة للأمم المتحدة 2752)
  -  قطر (قرار مجلس الأمن التابع للأمم المتحدة رقم 297، قرار الجمعية العامة للأمم المتحدة 2753)

- 07 أكتوبر 1971
  - / عمان (قرار مجلس الأمن التابع للأمم المتحدة رقم 299، قرار الجمعية العامة للأمم المتحدة 2754)

- 25 أكتوبر 1971
  -  تم نقل مقعد الصين في الأمم المتحدة من جمهورية الصين إلى جمهورية الصين الشعبية. (قرار الجمعية العامة للأمم المتحدة 2758) [H]

- 09 ديسمبر 1971
  -  الإمارات العربية المتحدة (قرار مجلس الأمن التابع للأمم المتحدة رقم 304، قرار الجمعية العامة للأمم المتحدة 2794)

#### عضوية عام 1973 (انضمام 3 دول)
- 18 سبتمبر 1973
  -  جمهورية ألمانيا الاتحادية (قرار مجلس الأمن التابع للأمم المتحدة رقم 335، قرار الجمعية العامة للأمم المتحدة 3050) ←  ألمانيا  (الدولة الموحدة بعد انضمام  جمهورية ألمانيا الديمقراطية) '[E]
  -  ألمانيا الشرقية (قرار مجلس الأمن التابع للأمم المتحدة رقم 335 ، قرار الجمعية العامة للأمم المتحدة 3050) ←  تم الانضمام إلى  جمهورية ألمانيا الاتحادية (دولة موحدة الآن من  ألمانيا) [E]
  -  جزر البهاما (قرار مجلس الأمن التابع للأمم المتحدة رقم 336، قرار الجمعية العامة للأمم المتحدة 3051)

#### عضوية عام 1974 (انضمام 3 دول)
- 17 سبتمبر 1974
  -  بنغلاديش (قرار مجلس الأمن التابع للأمم المتحدة رقم 351، قرار الجمعية العامة للأمم المتحدة 3203)
  -  غرينادا (قرار مجلس الأمن التابع للأمم المتحدة رقم 352، قرار الجمعية العامة للأمم المتحدة 3204)
  -  غينيا بيساو (قرار مجلس الأمن التابع للأمم المتحدة رقم 356، قرار الجمعية العامة للأمم المتحدة 3205)

#### عضوية عام 1975 (انضمام 6 دول)
- 16 سبتمبر 1975
  -  /  الرأس الأخضر (قرار مجلس الأمن التابع للأمم المتحدة رقم 372، قرار الجمعية العامة للأمم المتحدة 3363)
  -  ساو تومي وبرينسيب (قرار مجلس الأمن التابع للأمم المتحدة رقم 373، قرار الجمعية العامة للأمم المتحدة 3364)
  -  /  /  جمهورية موزمبيق الشعبية (قرار مجلس الأمن التابع للأمم المتحدة رقم 374، قرار الجمعية العامة للأمم المتحدة 3365) ←  موزمبيق

- 10 أكتوبر 1975
  -  بابوا غينيا الجديدة (قرار مجلس الأمن التابع للأمم المتحدة رقم 375، قرار الجمعية العامة للأمم المتحدة 3368)

12 نوفمبر 1975
- -  ولاية جزر القمر (قرار مجلس الأمن التابع للأمم المتحدة رقم 376، قرار الجمعية العامة للأمم المتحدة 3385) ←  /  /  جمهورية القمر الاتحادية والإسلامية ←  اتحاد جزر القمر

- 04 ديسمبر 1975
  -  سورينام (قرار مجلس الأمن التابع للأمم المتحدة رقم 382 ، قرار الجمعية العامة للأمم المتحدة 3413)

#### عضوية عام 1976 (انضمام 3 دول)
- 21 سبتمبر 1976
  -  /  /  سيشل (قرار مجلس الأمن التابع للأمم المتحدة رقم 394، قرار الجمعية العامة للأمم المتحدة 31/1)

- 1 ديسمبر 1976
  -  جمهورية أنغولا الشعبية (قرار مجلس الأمن التابع للأمم المتحدة رقم 397، قرار الجمعية العامة للأمم المتحدة 31/44) ←  جمهورية أنغولا

- 15 ديسمبر 1976
  -  ساموا (قرار مجلس الأمن التابع للأمم المتحدة رقم 399، قرار الجمعية العامة للأمم المتحدة 31/104) ←  ساموا

#### عضوية عام 1977 (انضمام دولتين)
- 20 سبتمبر 1977
  -  جيبوتي (قرار مجلس الأمن التابع للأمم المتحدة رقم 412 ، قرار الجمعية العامة للأمم المتحدة 32/1)
  -  فيتنام (قرار مجلس الأمن التابع للأمم المتحدة رقم 413، قرار الجمعية العامة للأمم المتحدة 32/2)

#### عضوية عام 1978 (انضمام دولتين)
- 19 سبتمبر 1978
  -  جزر سليمان (قرار مجلس الأمن التابع للأمم المتحدة رقم 433، قرار الجمعية العامة للأمم المتحدة 33/1)

- 18 ديسمبر 1978
  -  دومينيكا (قرار مجلس الأمن التابع للأمم المتحدة رقم 442، قرار الجمعية العامة للأمم المتحدة 33/107)

#### عضوية عام 1979 (انضمام دولة واحدة)
- 18 سبتمبر 1979
  - / سانت لوسيا (قرار مجلس الأمن التابع للأمم المتحدة رقم 453، قرار الجمعية العامة للأمم المتحدة 34/1)

### عقد 1980

#### عضوية عام 1980 (انضمام دولتين)
- 25 أغسطس 1980
  -  زيمبابوي (قرار مجلس الأمن التابع للأمم المتحدة رقم 477 ، قرار الجمعية العامة للأمم المتحدة S-11/1)

- 16 سبتمبر 1980
  -  /  /  سانت فينسنت والغرينادين (قرار مجلس الأمن التابع للأمم المتحدة رقم 464 ، قرار الجمعية العامة للأمم المتحدة 35/1)

#### عضوية عام 1981 (انضمام 3 دول)
- 15 سبتمبر 1981
  -  فانواتو (قرار مجلس الأمن التابع للأمم المتحدة رقم 489 ، قرار الجمعية العامة للأمم المتحدة 36/1)

- 25 سبتمبر 1981
  -  بليز (قرار مجلس الأمن التابع للأمم المتحدة رقم 491 ، قرار الجمعية العامة للأمم المتحدة 36/3)

- 11 نوفمبر 1981
  -  أنتيغوا وباربودا (قرار مجلس الأمن التابع للأمم المتحدة رقم 492، قرار الجمعية العامة للأمم المتحدة 36/26)

#### عضوية عام 1983 (انضمام دولة واحدة)
- 23 سبتمبر 1983
  -  سانت كيتس ونيفيس (قرار مجلس الأمن التابع للأمم المتحدة رقم 537 ، قرار الجمعية العامة للأمم المتحدة 38/1)

#### عضوية عام 1984 (انضمام دولة واحدة)
- 21 سبتمبر 1984
  -  بروناي (قرار مجلس الأمن التابع للأمم المتحدة رقم 548، قرار الجمعية العامة للأمم المتحدة 39/1)

### عقد 1990

#### عضوية عام 1990 (انضمام دولتين)
- 23 أبريل 1990
  -  ناميبيا (قرار مجلس الأمن التابع للأمم المتحدة رقم 652، قرار الجمعية العامة للأمم المتحدة S-18/1)

- 18 سبتمبر 1990
  -  ليختنشتاين (قرار مجلس الأمن التابع للأمم المتحدة رقم 663، قرار الجمعية العامة للأمم المتحدة 45/1)

#### عضوية عام 1991 (انضمام 9 دول)
- 24 أغسطس 1991
  -  /  أوكرانيا استقلالها عن الاتحاد السوفيتي

- 17 سبتمبر 1991
  -  /   جمهورية كوريا الشعبية الديمقراطية (قرار مجلس الأمن التابع للأمم المتحدة رقم 702 ، قرار الجمعية العامة للأمم المتحدة 46/1)
  -  /  /  جمهورية كوريا (قرار مجلس الأمن التابع للأمم المتحدة رقم 702 ، قرار الجمعية العامة للأمم المتحدة 46/1)
  -  ولايات ميكرونيسيا المتحدة (قرار مجلس الأمن التابع للأمم المتحدة رقم 703، قرار الجمعية العامة للأمم المتحدة 46/2)
  -  جزر مارشال (قرار مجلس الأمن التابع للأمم المتحدة رقم 704، قرار الجمعية العامة للأمم المتحدة 46/3)
  -  /  /  بيلاروسيا الاستقلال عن الاتحاد السوفيتي
  -  إستونيا (قرار مجلس الأمن التابع للأمم المتحدة رقم 709 ، قرار الجمعية العامة للأمم المتحدة 46/4)
  -  لاتفيا (قرار مجلس الأمن التابع للأمم المتحدة رقم 710 ، قرار الجمعية العامة للأمم المتحدة 46/5)
  -  /  ليتوانيا (قرار مجلس الأمن التابع للأمم المتحدة رقم 711 ، قرار الجمعية العامة للأمم المتحدة 46/6)

#### عضوية عام 1992 (انضمام 13 دولة)
- 02 مارس 1992
  -  /  /  كازاخستان (قرار مجلس الأمن التابع للأمم المتحدة رقم 732 ، قرار الجمعية العامة للأمم المتحدة 46/224)
  -  أرمينيا (قرار مجلس الأمن التابع للأمم المتحدة رقم 735 ، قرار الجمعية العامة للأمم المتحدة 46/227)
  -  /  قيرغيزستان (قرار مجلس الأمن التابع للأمم المتحدة رقم 736، قرار الجمعية العامة للأمم المتحدة 46/225)
  -  أوزبكستان (قرار مجلس الأمن التابع للأمم المتحدة رقم 737 ، قرار الجمعية العامة للأمم المتحدة 46/226)
  -  /  طاجيكستان (قرار مجلس الأمن التابع للأمم المتحدة رقم 738، قرار الجمعية العامة للأمم المتحدة 46/228)
  -  مولدوفا (قرار مجلس الأمن التابع للأمم المتحدة رقم 739 ، قرار الجمعية العامة للأمم المتحدة 46/223)
  -  /  /  /  تركمانستان (قرار مجلس الأمن التابع للأمم المتحدة رقم 741 ، قرار الجمعية العامة للأمم المتحدة 46/229)
  -  أذربيجان (قرار مجلس الأمن التابع للأمم المتحدة رقم 742 ، قرار الجمعية العامة للأمم المتحدة 46/230)
  -  /  سان مارينو (قرار مجلس الأمن التابع للأمم المتحدة رقم 744، قرار الجمعية العامة للأمم المتحدة 46/231)

- 22 مايو 1992
  -  كرواتيا (قرار مجلس الأمن التابع للأمم المتحدة رقم 753 ، قرار الجمعية العامة للأمم المتحدة 46/238)
  -  سلوفينيا (قرار مجلس الأمن التابع للأمم المتحدة رقم 754 ، قرار الجمعية العامة للأمم المتحدة 46/236)
  -  جمهورية البوسنة والهرسك (قرار مجلس الأمن التابع للأمم المتحدة رقم 755 ، قرار الجمعية العامة للأمم المتحدة 46/237) ←  /  البوسنة والهرسك

- 31 يوليو 1992
  -  /  جورجيا (قرار مجلس الأمن التابع للأمم المتحدة رقم 763، قرار الجمعية العامة للأمم المتحدة 46/241)

#### عضوية عام 1993 (انضمام 6 دول)
- 19 يناير 1993
  -  سلوفاكيا (قرار مجلس الأمن التابع للأمم المتحدة رقم 800، قرار الجمعية العامة للأمم المتحدة 47/222)
  -  جمهورية التشيك (قرار مجلس الأمن التابع للأمم المتحدة رقم 801، قرار الجمعية العامة للأمم المتحدة 47/221)

- 08 أبريل 1993
  -  /  جمهورية مقدونيا اليوغوسلافية السابقة (قرار مجلس الأمن التابع للأمم المتحدة رقم 817، قرار الجمعية العامة للأمم المتحدة 47/225) ←  مقدونيا الشمالية

- 28 مايو 1993
  -  /  إريتريا (قرار مجلس الأمن التابع للأمم المتحدة رقم 828 ، قرار الجمعية العامة للأمم المتحدة 47/230)
  -  موناكو (قرار مجلس الأمن التابع للأمم المتحدة رقم 829، قرار الجمعية العامة للأمم المتحدة 47/231)

- 28 يوليو 1993
  -  أندورا (قرار مجلس الأمن التابع للأمم المتحدة رقم 848، قرار الجمعية العامة للأمم المتحدة 47/232)

#### عضوية عام 1994 (انضمام دولة واحدة)
- 15 ديسمبر 1994
  -  بالاو (قرار مجلس الأمن التابع للأمم المتحدة رقم 963، قرار الجمعية العامة للأمم المتحدة 49/63)

#### عضوية عام 1999 (انضمام 3 دول)
- 14 سبتمبر 1999
  -  كيريباتي (قرار مجلس الأمن التابع للأمم المتحدة رقم 1248 ، قرار الجمعية العامة للأمم المتحدة 54/1)
  -  ناورو (قرار مجلس الأمن التابع للأمم المتحدة رقم 1249، قرار الجمعية العامة للأمم المتحدة 54/2)
  -  تونغا (قرار مجلس الأمن التابع للأمم المتحدة رقم 1253، قرار الجمعية العامة للأمم المتحدة 54/3)

### عقد 2000

#### عضوية عام 2000 (انضمام دولتين)
- 05 سبتمبر 2000
  -  توفالو (قرار مجلس الأمن التابع للأمم المتحدة رقم 1290 ، قرار الجمعية العامة للأمم المتحدة 55/1)

- 01 نوفمبر 2000
  -  جمهورية يوغوسلافيا الاتحادية (قرار مجلس الأمن التابع للأمم المتحدة رقم 1326، قرار الجمعية العامة للأمم المتحدة 55/12) ←  صربيا والجبل الأسود ←  /  صربيا "(الدولة الوريثة)"

#### عضوية عام 2002 (انضمام دولتين)
- 10 سبتمبر 2002
  -  سويسرا (قرار مجلس الأمن التابع للأمم المتحدة رقم 1426, قرار الجمعية العامة للأمم المتحدة 57/1)

- 27 سبتمبر 2002
  -  تيمور الشرقية (قرار مجلس الأمن التابع للأمم المتحدة رقم 1414, قرار الجمعية العامة للأمم المتحدة 57/3)

#### عضوية عام 2006 (انضمام دولة واحدة)
- 28 يونيو 2006
  -  الجبل الأسود (قرار مجلس الأمن التابع للأمم المتحدة رقم 1691, قرار الجمعية العامة للأمم المتحدة 60/264)

### عقد 2010

#### عضوية عام 2011 (انضمام دولة واحدة)
- 14 يوليو 2011
  -  جنوب السودان (قرار مجلس الأمن التابع للأمم المتحدة رقم 1999), (القرار الأممي رقم 65/308)

## ملخص

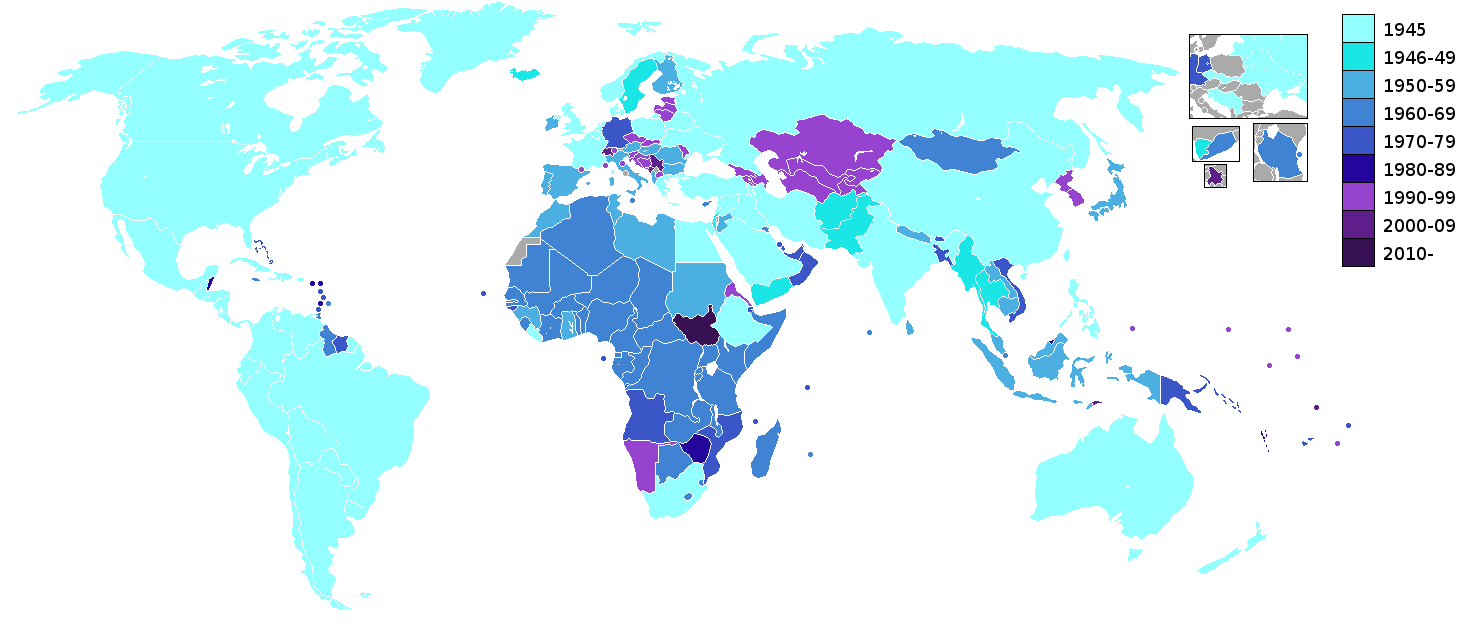
خريطة للدول الأعضاء في الأمم المتحدة بحلول عقد من تواريخ قبولها (الدول الأعضاء السابقة موضحة في الملاحق).

فيما يلي ملخص للنمو في عضوية الأمم المتحدة.
| عام             | عدد العضوية المقبولة | مجموع الأعضاء   |
| --------------- | -------------------- | --------------- |
| 1945            | 51                   | 51              |
| 1946            | 4                    | 55              |
| 1947            | 2                    | 57              |
| 1948            | 1                    | 58              |
| 1949            | 1                    | 59              |
| 1950            | 1                    | 60              |
| 1951 - 1954     | 0                    | 60              |
| 1955            | 16                   | 76              |
| 1956            | 4                    | 80              |
| 1957            | 2                    | 82              |
| 1958            | 1                    | [A]82[A]        |
| 1959            | 0                    | 82              |
| 1960            | 17                   | 99              |
| 1961            | 4                    | [A]104[A]       |
| 1962            | 6                    | 110             |
| 1963            | 3                    | 113             |
| 1964            | 3                    | [B]115[B]       |
| 1965            | 3                    | [C]117[C]       |
| 1966            | 4                    | [C]122[C]       |
| 1967            | 1                    | 123             |
| 1968            | 3                    | 126             |
| 1969            | 0                    | 126             |
| 1970            | 1                    | 127             |
| 1971            | 5                    | 132             |
| 1972            | 0                    | 132             |
| 1973            | 3                    | 135             |
| 1974            | 3                    | 138             |
| 1975            | 6                    | 144             |
| 1976            | 3                    | 147             |
| 1977            | 2                    | 149             |
| 1978            | 2                    | 151             |
| 1979            | 1                    | 152             |
| 1980            | 2                    | 154             |
| 1981            | 3                    | 157             |
| 1982            | 0                    | 157             |
| 1983            | 1                    | 158             |
| 1984            | 1                    | 159             |
| 1985 - 1989     | 0                    | 159             |
| 1990            | 2                    | [D][E]159[D][E] |
| 1991            | 7                    | 166             |
| 1992            | 13                   | 179             |
| 1993            | 6                    | [F]184[F]       |
| 1994            | 1                    | 185             |
| 1995 - 1998     | 0                    | 185             |
| 1999            | 3                    | 188             |
| 2000            | 2                    | [G]189[G]       |
| 2001            | 0                    | 189             |
| 2002            | 2                    | 191             |
| 2003 - 2005     | 0                    | 191             |
| 2006            | 1                    | 192             |
| 2007 - 2010     | 0                    | 192             |
| 2011 - حتى الأن | 1                    | 193             |